# Adersia
Adersia är ett släkte av tvåvingar. Adersia ingår i familjen bromsar.
Kladogram enligt Catalogue of Life:
| Adersia | \| \| Adersia ambigua \| \| \| \| \| \| Adersia callani \| \| \| \| \| \| Adersia gandarai \| \| \| \| \| \| Adersia guichardi \| \| \| \| \| \| Adersia maculenta \| \| \| \| \| \| Adersia oestroides \| \| \| \| |
|         | \| \| Adersia ambigua \| \| \| \| \| \| Adersia callani \| \| \| \| \| \| Adersia gandarai \| \| \| \| \| \| Adersia guichardi \| \| \| \| \| \| Adersia maculenta \| \| \| \| \| \| Adersia oestroides \| \| \| \| |
|         | Adersia ambigua |
|         | |
|         | Adersia callani |
|         | |
|         | Adersia gandarai |
|         | |
|         | Adersia guichardi |
|         | |
|         | Adersia maculenta |
|         | |
|         | Adersia oestroides |
|         | |